# Sabikui Bisco
Sabikui Bisco (錆喰いビスコ Sabikui Bisuko?) es una serie de novelas ligeras japonesas escritas por Shinji Cobkubo e ilustradas por K Akagashi, con arte de construcción de mundos de mocha. ASCII Media Works ha lanzado diez volúmenes desde marzo de 2018 al enero de 2025 bajo su sello Dengeki Bunko. Una adaptación a manga con arte de Yūsuke Takahashi se serializó en línea entre abril de 2019 y marzo de 2021 a través de la revista de manga en línea Manga UP! de Square Enix. Se recopiló en cuatro volúmenes de tankōbon. La segunda parte del manga con arte de Sō Natsuki comenzó a publicarse en la misma revista en diciembre de 2021. Una adaptación de la serie al anime de OZ se estrenó el 10 de enero de 2022.

## Argumento
Ambientado en un Japón postapocalíptico, la tierra está devastada por el óxido, un viento mortal parecido a una plaga que afecta a todo lo que toca, incluidos los humanos. Se cree que se origina a partir de esporas de hongos, por lo que Bisco Akaboshi, un guardián de hongos y arquero cuyas flechas hacen crecer hongos instantáneamente dondequiera que caen, es un criminal buscado. Él y su cangrejo gigante Akutagawa se unen al joven doctor Milo Nekoyanagi para buscar en las tierras baldías al legendario "Sabikui", un hongo que se dice que devora todas las formas de óxido.

## Personajes
Bisco Akaboshi (赤星 ビスコ Akaboshi Bisuko?)
 Seiyū: Ryōta Suzuki, Alan Fernando Velázquez (español latino)
Un protector de hongos con el apodo de "El Hongo Caníbal" que es considerado un terrorista y tiene precio por su cabeza.
Milo Nekoyanagi (猫柳 ミロ Nekoyanagi Miro?)
 Seiyū: Natsuki Hanae, Arturo Castañeda (español latino)
Un joven médico con excelentes habilidades médicas que dirige la Clínica Panda. Tiene el pelo azul pálido y la cuenca del ojo izquierdo está cubierta por una marca oscura, por lo que hace que se le llame Doctor Panda.
Pawoo Nekoyanagi (猫柳 パウー Nekoyanagi Paū?)
 Seiyū: Reina Kondō, Valca Ponzanelli (español latino)
La hermana mayor de Milo Nekoyangi que padece la enfermedad de óxido. Ella es la capitana de los Vigilantes de Imihama, que defiende a la sociedad de los "terroristas de hongos".
Tirol Ōchagama (大茶釜 チロル Ōchagama Chiroru?)
 Seiyū: Miyu Tomita
Una joven mercenaria con cabello rosa trenzado que es empleada por Kurokawa.
Jabi (ジャビ?)
 Seiyū: Shirō Saitō, Óscar Gómez (español latino)
Un anciano que es el mentor de Bisco y protector de los hongos.
Kurokawa (黒革?)
 Seiyū: Kenjirō Tsuda, Gerardo Reyero (español latino)
Jefe de los Vigilantes y más tarde, Gobernador de la Prefectura de Imihama.

## Contenido de la obra

### Novela ligera
La serie está escrita por Shinji Cobkubo e ilustrada por K Akagashi. ASCII Media Works ha lanzado diez volúmenes desde marzo de 2018 al enero de 2025 bajo su sello Dengeki Bunko. La novela ligera tiene licencia en Norteamérica por Yen Press.

#### Lista de volúmenes
| Volúmenes de novelas ligeras publicadas | Volúmenes de novelas ligeras publicadas | Volúmenes de novelas ligeras publicadas |
| Número                                  | Fecha de lanzamiento                    | ISBN                                    |
| --------------------------------------- | --------------------------------------- | --------------------------------------- |
| 1                                       | 10 de marzo de 2018                     | ISBN 978-4-04-893616-3                  |
| 2                                       | 10 de agosto de 2018                    | ISBN 978-4-04-893832-7                  |
| 3                                       | 10 de enero de 2019                     | ISBN 978-4-04-912162-9                  |
| 4                                       | 10 de julio de 2019                     | ISBN 978-4-04-912478-1                  |
| 5                                       | 10 de diciembre de 2019                 | ISBN 978-4-04-912733-1                  |
| 6                                       | 10 de junio de 2020                     | ISBN 978-4-04-913186-4                  |
| 7                                       | 10 de marzo de 2021                     | ISBN 978-4-04-913267-0                  |
| 8                                       | 8 de enero de 2022                      | ISBN 978-4-04-914036-1                  |
| 9                                       | 10 de agosto de 2023                    | ISBN 978-4-04-914037-8                  |
| 10                                      | 10 de enero de 2025                     | ISBN 978-4-04-915069-8                  |

### Manga
Una adaptación a manga con arte de Yūsuke Takahashi se serializó en línea entre abril de 2019 y marzo de 2021 a través de la revista de manga en línea Manga UP! de Square Enix. Se recopiló en cuatro volúmenes de tankōbon. La segunda parte del manga con arte de Sō Natsuki comenzó a publicarse en la misma revista en diciembre de 2021.

#### Lista de volúmenes (Parte 1)
| Volúmenes de manga publicados | Volúmenes de manga publicados | Volúmenes de manga publicados |
| Número                        | Fecha de lanzamiento          | ISBN                          |
| ----------------------------- | ----------------------------- | ----------------------------- |
| 1                             | 10 de diciembre de 2019       | ISBN 978-4-75-756411-4        |
| 2                             | 10 de junio de 2020           | ISBN 978-4-75-756725-2        |
| 3                             | 10 de marzo de 2021           | ISBN 978-4-75-757137-2        |
| 4                             | 10 de marzo de 2021           | ISBN 978-4-75-757138-9        |

#### Lista de volúmenes (Parte 2)
| Volúmenes de manga publicados | Volúmenes de manga publicados | Volúmenes de manga publicados |
| Número                        | Fecha de lanzamiento          | ISBN                          |
| ----------------------------- | ----------------------------- | ----------------------------- |
| 1                             | 7 de febrero de 2022          | ISBN 978-4-75-757736-7        |
| 2                             | 7 de julio de 2022            | ISBN 978-4-75-758005-3        |
| 3                             | 7 de diciembre de 2022        | ISBN 978-4-75-758286-6        |

### Anime
Durante el evento "Kadokawa Light Novel Expo 2020" el 6 de marzo de 2021, se anunció que la serie recibiría una adaptación al anime de OZ. Atsushi Ikariya está dirigiendo la serie, con Sadayuki Murai escribiendo los guiones de la serie, Ai Asari e Ikariya diseñando los personajes y Takeshi Ueda y Hinako Tsubakiyama componiendo la música de la serie. Se estrenó el 10 de enero de 2022. El tema de apertura es "Kaze no Oto Sae Kikoenai" interpretado por JUNNA, mientras que el tema de cierre es "Hōkō" interpretado por Ryōta Suzuki y Natsuki Hanae como sus respectivos personajes. Muse Communication obtuvo la licencia de la serie en el sur y sudeste de Asia. Crunchyroll obtuvo la licencia de la serie fuera de Asia.
El 26 de enero de 2022, Funimation anunció que la serie recibiría un doblaje en español, que se estrenó el 31 de enero de 2022. Tras la adquisición de Crunchyroll por parte de Sony, el doblaje se trasladó a Crunchyroll.
Se anunció una segunda temporada en el evento del 30 aniversario de Dengeki Bunko el 16 de julio de 2023.

## Recepción
En 2019, la novela ligera ocupó el primer lugar en la clasificación general y en la clasificación de nuevos trabajos en la guía anual de novelas ligeras Kono Light Novel ga Sugoi! de Takarajimasha, en la categoría bunkobon, convirtiéndose en la primera serie en hacer esto.